# 2 Different Tears
"2 Different Tears"(2DT)는 2010년 5월, 영어, 중국어, 한국어, 3개 국어로 동시 발매된 원더걸스의 스페셜 싱글이며, 디스코, 댄스 팝 장르의 노래이다. 1980년대 데님 룩의 컨셉으로 "Tell Me", "Nobody"를 이은 레트로 3부작으로 알려졌다.
박진영이 프로듀싱을 하였으며, 이 노래의 작사, 작곡도 그가 하였다. 편곡은 이우석과 박진영이 공동으로 하였으며 한국 발매판에는 노래 "2 Different Tears" 외에 이전 노래 세 곡, "Tell Me"와 "So Hot", "Nobody"의 영어 버전이 수록되었고, 영어권에 추가로 발매된 EP의 경우 "2 Different Tears"의 각 언어 버전과 리믹스 버전 및 노래방 버전, Instrumental 버전까지 더해져 총 11개의 트랙으로 구성되었다. 그 후, 원더걸스는 한국에서의 활동을 마치고 6월 1일 미국으로 출국하였다.

## 발매 과정
타이틀곡 "2 Different Tears"는 "Tell Me", "Nobody"에 이은 레트로의 3부작으로 80년 레트로의 완성작으로 원더걸스만의 스타일로 재해석되었으며 더욱 세련되고 성숙되었고, 소속사측에서는 현대적인 느낌을 가미한 크로스컨셉이라고 설명하였다.이번 콘셉트는 멤버 소희와 유빈이 구상한 것으로 알려져 있기도 하다.
또한 후렴구부분의 80년대 유행하였던 춤인 '허슬'을 현대적인 감각이 가미된 '투투 댄스'도 유행하였다. '2DT'의 가사내용은 사랑하는 사람과의 이별 후 상대방에 대한 교차된 마음을 사랑이 주는 기쁨과 슬픔의 두 가지 눈물(2 Different Tears)로 노래한 곡으로, 80년대 레트로의 신나는 멜로디와 리듬이 귀를 사로잡는다.

## 뮤직 비디오
뮤직 비디오는 만들어지는 데에 있어 장재혁이 감독을 하였고, 박진영과 바비 리 (Bobby Lee)가 까메오로 출연하였고, 미국의 고전 TV 시리즈"미녀 삼총사"(Charlie's Angels)를 패러디하였다. 원더걸스는 80년대 복고 레트로풍의 의상과 헤어스타일로 한층 성숙된 모습을 하였으며, 특별출연을 한 박진영은 초반부에 금발색의 가발을 쓰고나와 더욱 재미를 주었다.

## 순위 및 수상 기록
- M.net "M! Countdown"
  - 2010년 5월 27일 종합차트 1위

- 미국 빌보드 차트
  - 2010년 7월 히트시커스 앨범차트(Heatseekers Albums) 21위

## 수록곡 목록
영어 EP
1. "2 Different Tears"
2. "So Hot"
3. "Tell Me"
4. "Nobody"
5. "2 Different Tears" (Remix Version)
6. "Nobody" (Rainstone Remix Version)
7. "Nobody" (Jason Nevins Remix Version)
8. "2 Different Tears" (Korean Version)
9. "2 Different Tears" (Chinese Version)
10. "2 Different Tears" (Karaoke Version)
11. "2 Different Tears" (Instrumental)

영어 싱글
1. "2 Different Tears" — 3:22
2. "2 Different Tears" (Korean Version) — 3:21
3. "2 Different Tears" (Chinese Version) — 3:21
4. "2 Different Tears" (Remix Version) — 3:38
5. "2 Different Tears" (Instrumental) — 3:21

한국어 싱글
1. "2 Different Tears"
2. "2 Different Tears" (English Version)
3. "2 Different Tears" (Remix Version)
4. "Tell Me" (English Version)
5. "So Hot" (English Version)
6. "Nobody" (English Version)

중국어 싱글
1. "2 Different Tears"
2. "2 Different Tears" (Korean Version)
3. "2 Different Tears" (Remix Version)
4. "Tell Me" (English Version)
5. "So Hot" (English Version)
6. "Nobody" (English Version)

## 판매량
| 기준       | 판매량 | 누적 판매량 |
| ---------- | ------ | ----------- |
| 2010년 5월 | 9,001  | 9,001       |
| 2010년 6월 | 1,724  | 10,725      |
| 누적       | 10,725 | 10,725      |